# Hannah Montana Forever
A Hannah Montana Forever a negyedik soundtrack album a Disney Channel eredeti sorozatából, a Hannah Montanából, melynek premierje 2010 júliusában volt. A sorozatban és a filmben Miley Cyrus amerikai énekes- és színésznő Miley Stewart-ot alakítja, aki kettős életet él Hannah Montanaként, a híres popsztárként. Cyrus az album tizenegy számát saját maga énekli fel. Az album 2010. október 15-én jelent meg a Walt Disney Records gondozásában. Több dalszövegíró és zeneszerző dolgozott az albumon. Az albumon Iyaz-zel, Sheryl Crow-val és Billy Ray Cyrus-szal való közreműködések találhatók.
Az első kislemez az albumról az "Ordinary Girl", amely a Billboard Hot 100-as listáján 91. lett. Az "Are You Ready" és a "Gonna Get This" a promociós dalok a Hannah Montana Forever-ről. A Gonna Get This a Billboard Hot 100-as listáján a 66. lett. Az album a Radio Disney-n lett promózva.

## Dallista
|     | Cím                                                  | Szerző(k)                                                            | Producer(ek)             | Hossz |
| --- | ---------------------------------------------------- | -------------------------------------------------------------------- | ------------------------ | ----- |
| 1.  | Gonna Get This (Iyaz közreműködésével)               | Niclas Molinder, Joacim Persson, Johan Alkenäs, Drew Ryan Scott      | Twin, Alke               | 3:16  |
| 2.  | Que Sera                                             | Toby Gad, BC Jean, Denise Rich                                       | Gad                      | 2:59  |
| 3.  | Ordinary Girl                                        | Gad, Arama Brown                                                     | Gad                      | 2:57  |
| 4.  | Kiss It Goodbye                                      | Molinder, Persson, Jakob Hazell, Charlie Masson, Christoffer Wikberg | Fishman, Hazell          | 2:45  |
| 5.  | I'll Always Remember You                             | Mitch Allan, Jessi Alexander                                         | Allan                    | 3:53  |
| 6.  | Need a Little Love (Sheryl Crow közreműködésével)    | Jamie Houston                                                        | Houston                  | 3:55  |
| 7.  | Are You Ready                                        | Gad, Jean, Lyrica Anderson                                           | Gad                      | 3:16  |
| 8.  | Love That Lets Go (Billy Ray Cyrus közreműködésével) | Adam Anders, Nikki Hassman                                           | Anders                   | 3:06  |
| 9.  | I'm Still Good                                       | Jennie Lurie, Aris Archontis, Chen Neeman                            | Lurie, Archontis, Neeman | 3:17  |
| 10. | Been Here All Along                                  | Lurie, Archontis, Neeman                                             | Lurie, Archontis, Neeman | 4:01  |
| 11. | Barefoot Cinderella                                  | Houston, James Dean Hicks                                            | Houston                  | 2:56  |

| 12. | Wherever I Go (Emily Osment közreműködésével) | Adam Watts, Andy Dodd, HitmanKTI | Watts, Dodd, HitmanKTI | 3:31 |

| 12. | Are You Ready (Soul Seekerz Full Length Club Mix) | Gad, Jean, Lyrica Anderson | Gad | 6:45 |

| 12. | Are You Ready | Gad, Jean, Lyrica Anderson | Gad | 3:55 |